# Anilda Ibrahimi
Anilda Ibrahimi   (Vlorë, 30 d'abril de 1972) és un periodista i escriptora albanesa establerta a Itàlia. Llicenciada en lletres modernes a la Universitat de Tirana, va treballar a Albània com periodista de ràdio, televisió i premsa, però el 1994 es va traslladar a l'estranger, primer a Suïssa i després, des de 1997, a Roma, on és consultora del Consell Italià per als Refugiats.
El 1996 va guanyar a Lausana el primer premi de poesia contemporània albanesa i va publicar el poemari Cristall de tristezza.
El 2008 va publicar en italià la novel·la Rosso come una sposa (Einaudi), on es va centrar en els esdeveniments de les dones d'una família a través dels canvis socials de la història d'Albània, des del món antic de principis del segle XX passant pel socialisme real del règim comunista d'Enver Hoxha, fins a la societat post-comunista.

## Obres
- Cristallo di tristezza, Eurorilindja, 1996
- Rosso come una sposa, Einaudi, 2008 ISBN  9788806199722
- L'amore e gli stracci del tempo, Einaudi, 2009 ISBN  9788806199722
- Non c'è dolcezza, Einaudi, 2012 ISBN  9788806209117

Alguns poemes formen part d'antologies:
- Quaderno balcanico I, Loggia de' Lanzi, 2000
- Lingue di terre, lingue di mare, Mesogea, 2001